# 大井 (品川区)
大井（おおい）は、東京都品川区の町名。現行行政地名は大井一丁目から大井七丁目。住居表示実施済区域。

## 地理
東京都品川区の南東部に位置する。町域北辺は東京都道420号鮫洲大山線に接し、これを境に品川区広町に接する。東部はJR東海道本線などの線路に接し、これを境に品川区東大井・品川区南大井にそれぞれ接する。南部は大田区山王に接する。西部は品川区西大井に接する。北西部は立会道路に接し、これを境に品川区二葉に接する。
町域東部を南北に東京都道421号東品川下丸子線（池上通り）が通っている。他に、地域内に光学通り（西大井にあるニコンに由来）、滝王子通りが通っている。大井一丁目の北東端に大井町駅があり、駅前にビルや商店などが多く集まり、駅周辺は品川区でも有数の規模の商業地となっている。他に池上通り沿いに商店などが見られるほかは、住宅地となっている。
南部では、荏原地区や大崎地区の新聞折り込み広告が少なく、商圏を同一とする大田区北部のものが多い。
近年は都市計画道路の整備や、大井一丁目を中心とした再開発による住宅と商業施設等を兼ね備えた、複合施設の建設が急速に進められている。

### 広域地名としての大井
広義には、旧荏原郡大井町の南大井・東大井・西大井や、隣接する埋立地の勝島や八潮等を含めた地域を指す。

### 地価
住宅地の地価は、2025年（令和7年）1月1日の公示地価によれば、大井5-11-4の地点で92万6000円/m2、大井7-3-7の地点で75万2000円/m2となっている。

## 歴史
延喜式に東海道の宿駅名として見える。和名類聚抄では荏原郡内に駅家郷が存在し、当地に比定される。鎌倉時代には紀実春が土着して大井氏を名乗り、大井郷と呼ばれた。江戸時代には鈴ヶ森刑場（南大井）が置かれた。
- 1877年（明治10年）6月19日 - 鉄道乗車中のエドワード・モースが貝塚を発見する[8]。
- 1889年（明治22年） - 村制を施行した。
- 1908年（明治41年） - 町制を施行して大井町となり、これが駅名に残る。
- 1926年（大正15年）11月28日 - 第一京浜（現国道15号）改修工事のうち品川から六郷の区間が完成。沿道筋の町村と連合して祝賀会を開催[9]。
- 1932年（昭和7年） - 東京市に編入され品川区の一部となり、大井は一帯の町名の冠称となった。
- 1939年（昭和14年） - 沿岸が埋め立てられ、戦後、大井競馬場（勝島）や大井埠頭（八潮）が整備された。
- 1964年（昭和39年） - 住居表示により大井・南大井・東大井・西大井が成立した[10][11]。
- 1995年（平成5年）4月 - 開かずの踏切であった東海道本線桐畑踏切に代わり、桐畑地下道が開通[12]。

### 地名の由来
字義通り井戸に関係するともいわれるが、定かではない。光福寺には由来とされる井戸が伝えられ、『新編武蔵風土記稿』は了海が1201年（建仁元年）出生時に湧き出て産湯に使われたものとするが、大井という地名は延喜式が成立した10世紀に既に存在しており、矛盾する。

### 町名の変遷
現在の大井は1964年9月15日に住居表示が実施されたときに成立した。地租改正前の地名の厳密な境界の比定は困難であるため、参考として記す。
| 現在       | 現在                    | 住居表示実施前     | 東京市編入前                   | 地租改正前         |
| 1964年から | 1964年から              | 1964年まで         | 1932年まで                     | 1876年まで         |
| ---------- | ----------------------- | ------------------ | ------------------------------ | ------------------ |
| 大井一丁目 | 北部                    | 大井権現町の一部   | 権現台の一部                   |                    |
| 大井一丁目 | 南部                    | 大井鎧町           | 鎧ヶ淵                         |                    |
| 大井二丁目 | 大部分                  | 大井森下町の大部分 | 森下の大部分                   | 森耕地（森）の一部 |
| 大井二丁目 | 1番の一部               | 二葉町一丁目の一部 | 荏原町大字下蛇窪字鎧ヶ谷の一部 | （下蛇窪村）       |
| 大井三丁目 | 大井三丁目              | 大井山中町         | 山中                           |                    |
| 大井四丁目 | 大部分                  | 大井倉田町         | 倉田                           |                    |
| 大井四丁目 | 29番の一部              | 大井鹿島町         | 鹿島谷                         |                    |
| 大井五丁目 | 大井五丁目              | 大井滝王子町       | 滝王子                         |                    |
| 大井六丁目 | 大井六丁目              | 大井鹿島町         | 鹿島谷                         |                    |
| 大井七丁目 | 4番の一部、27・29・30番 | 大井鹿島町         | 鹿島谷                         |                    |
| 大井七丁目 | 1番                     | 大井出石町の一部   | 出石の一部                     |                    |
| 大井七丁目 | 大部分                  | 大井庚塚町         | 庚塚                           |                    |

## 世帯数と人口
2023年（令和5年）1月1日現在（東京都発表）の世帯数と人口は以下の通りである。
| 丁目       | 世帯数     | 人口     |
| ---------- | ---------- | -------- |
| 大井一丁目 | 3,113世帯  | 5,403人  |
| 大井二丁目 | 1,652世帯  | 2,705人  |
| 大井三丁目 | 2,636世帯  | 5,174人  |
| 大井四丁目 | 2,589世帯  | 4,243人  |
| 大井五丁目 | 2,274世帯  | 4,126人  |
| 大井六丁目 | 1,501世帯  | 2,958人  |
| 大井七丁目 | 1,786世帯  | 3,741人  |
| 計         | 15,551世帯 | 28,350人 |

### 人口の変遷
国勢調査による人口の推移。
| 年                 | 人口   |
| ------------------ | ------ |
| 1995年（平成7年）  | 22,137 |
| 2000年（平成12年） | 21,881 |
| 2005年（平成17年） | 24,451 |
| 2010年（平成22年） | 25,459 |
| 2015年（平成27年） | 26,705 |
| 2020年（令和2年）  | 29,258 |

### 世帯数の変遷
国勢調査による世帯数の推移。
| 年                 | 世帯数 |
| ------------------ | ------ |
| 1995年（平成7年）  | 10,710 |
| 2000年（平成12年） | 11,040 |
| 2005年（平成17年） | 12,802 |
| 2010年（平成22年） | 13,706 |
| 2015年（平成27年） | 14,566 |
| 2020年（令和2年）  | 16,072 |

## 学区
区立小・中学校に通う場合、学区は以下の通りとなる（2020年4月時点）。
| 丁目       | 番地                     | 小学校                 | 中学校           |
| ---------- | ------------------------ | ---------------------- | ---------------- |
| 大井一丁目 | 全域                     | 品川区立山中小学校     | 品川区立伊藤学園 |
| 大井二丁目 | 全域                     | 品川区立山中小学校     | 品川区立伊藤学園 |
| 大井三丁目 | 1〜17番                  | 品川区立山中小学校     | 品川区立伊藤学園 |
| 大井三丁目 | その他                   | 品川区立大井第一小学校 | 品川区立伊藤学園 |
| 大井四丁目 | 全域                     | 品川区立大井第一小学校 | 品川区立伊藤学園 |
| 大井五丁目 | 1番 13〜16番 26〜28番    | 品川区立伊藤学園       | 品川区立伊藤学園 |
| 大井五丁目 | その他                   | 品川区立大井第一小学校 | 品川区立伊藤学園 |
| 大井六丁目 | 全域                     | 品川区立大井第一小学校 | 品川区立伊藤学園 |
| 大井七丁目 | 4〜6番 13〜16番 18〜30番 | 品川区立大井第一小学校 | 品川区立伊藤学園 |
| 大井七丁目 | その他                   | 品川区立伊藤学園       | 品川区立伊藤学園 |

## 鉄道
東日本旅客鉄道（JR東日本）
 京浜東北線
- 大井町駅
- このほか、京浜東北線と並行する形で東海道線（上野東京ライン）が通っているが、域内に停車駅はない。

東急電鉄
 大井町線
- 大井町駅

東京臨海高速鉄道 (TWR)
 りんかい線
- 大井町駅

## バス
大井町駅・西大井駅・大森駅からのバス便も多く利用されている。また、町内に東急バス大森操車所があり、循環線を除く大森駅の東急バス路線折り返し所として多くの路線が発着している。
- 大井町駅 東急バス[23]
  - 井01系統[23]：荏原営業所行き
  - 井05系統[23]：西大井駅行き
  - 井03系統[23]：蒲田駅行き（大森駅・池上駅経由）
  - 井09系統[23]：池上駅前行き（大森駅経由）
  - 品94系統[23]：品川駅行き・蒲田駅 行き（大森駅・池上駅経由）・池上駅前行き
  - 渋41系統[23]：渋谷駅 行き
  - 井20系統[23]：大井競馬場行き
  - 系統なし[23]：しながわ水族館行き
  - 系統なし[23]：羽田空港行き

- 東急大井町駅 東急バス[23]
  - 井50系統[23]：高輪ゲートウェイ駅行き・武蔵小山駅行き
  - 井51系統[23]：武蔵小山駅行き

- 大井町駅 京浜急行バス
  - 井19系統：大森駅東口行き（立会川・鈴ヶ森経由）・レジャーランド平和島行き（大森駅東口経由）

- 大井町駅 都営バス
  - 井92系統：八潮パークタウン行き
  - 井96系統：天王洲アイル行き
  - 井98系統：大井水産物埠頭行き

- 大森操車所 東急バス[24]
  - 森01系統[24]：池上警察署行き（西馬込駅経由）
  - 森02系統[24]：荏原町駅入口行き
  - 森04系統[24]：池上駅前行き
  - 森05系統[24]：洗足池行き
  - 森91系統[24]：新代田駅行き
  - 井03系統[24]：蒲田駅行き（大森駅・池上駅経由）・大井町駅行き
  - 井09系統[24]：大井町駅行き・池上駅前行き（大森駅経由）
  - 品94系統[24]：品川駅行き・蒲田駅 行き（大森駅・池上駅経由）・池上駅前行き

## 事業所
2021年（令和3年）現在の経済センサス調査による事業所数と従業員数は以下の通りである。
| 丁目       | 事業所数    | 従業員数 |
| ---------- | ----------- | -------- |
| 大井一丁目 | 179事業所   | 2,745人  |
| 大井二丁目 | 196事業所   | 2,436人  |
| 大井三丁目 | 106事業所   | 761人    |
| 大井四丁目 | 54事業所    | 465人    |
| 大井五丁目 | 448事業所   | 5,261人  |
| 大井六丁目 | 88事業所    | 1,685人  |
| 計         | 1,071事業所 | 13,353人 |

### 事業者数の変遷
経済センサスによる事業所数の推移。
| 年                 | 事業者数 |
| ------------------ | -------- |
| 2016年（平成28年） | 1,088    |
| 2021年（令和3年）  | 1,071    |

### 従業員数の変遷
経済センサスによる従業員数の推移。
| 年                 | 従業員数 |
| ------------------ | -------- |
| 2016年（平成28年） | 11,166   |
| 2021年（令和3年）  | 13,353   |

## 施設

### 公共施設
- 大井警察署、大井町駅前交番、鹿嶋神社前交番
- 大井消防署滝王子出張所
- 品川区立品川歴史館
- 大井第二地域センター
- 大井保健センター
- 品川区立一本橋児童センター
- 品川区立大井倉田児童センター
- 品川区立滝王子児童センター
- 品川区社会福祉協議会
- 品川区大井在宅介護支援センター
- 品川区大井第二在宅介護支援センター
- 大井町サービスコーナー(戸籍住民課分室) - 「アトレ」中央西口階段下

### 公園
出典：
- 品川区立大森貝塚遺跡庭園
- 品川区立大井中央公園
- 品川区立宮下公園
- 品川区立滝王子公園
- 品川区立倉田公園
- 品川区立大井鹿島公園
- 品川区立やまなか公園

### 教育機関
- 品川区立一本橋保育園（認定こども園）
- 品川区立大井倉田保育園
- 品川区立滝王子保育園
- 品川区立大井第一小学校
- 品川区立山中小学校
- 品川区立伊藤学園
- 学校法人東京マックス美容専門学校
- 私立あいのもり保育園
- 私立緑の家保育園
- 認証保育所・小学館アカデミーアトレ大井町保育園
- 私立あけぼの幼稚園
- 私立大井うさぎ幼稚園

### 神社仏閣
- 伏見玉光稲荷大明神（正一位伏見玉光稲荷大明神）（1丁目）
- 大井蔵王権現神社（1丁目）
- 清護稲荷神社（最上位清護稲荷大明神）（1丁目）
- 東關森稲荷神社（2丁目）
- 地権稲荷大明神（3丁目）
- 万作神社（3丁目）
- 作守稲荷神社（4丁目）
- 三社宮（4丁目）
- 瀧王子稲荷神社（5丁目）
- 鹿嶋神社（6丁目）
- 三峯神社（7丁目）
- 永守稲荷神社（7丁目）

### 郵便局・金融機関
- 品川大井三郵便局
- 品川大井二郵便局
- 品川大井七郵便局
- みずほ銀行 大井町支店（みずほライフデザインプラザ）
- 三菱UFJ銀行 大井町支店
- 三井住友銀行 大井町出張所
- 静岡銀行 大井町支店
- 中央労働金庫 大井支店
- 城南信用金庫 大井支店
- 大東京信用組合 大井支店
- ゆうちょ銀行本店イトーヨーカドー大井町店内出張所

### 民間施設・企業等
- ヴィアイン東京大井町
- 東横イン品川大井町
- 阪急大井町ガーデン

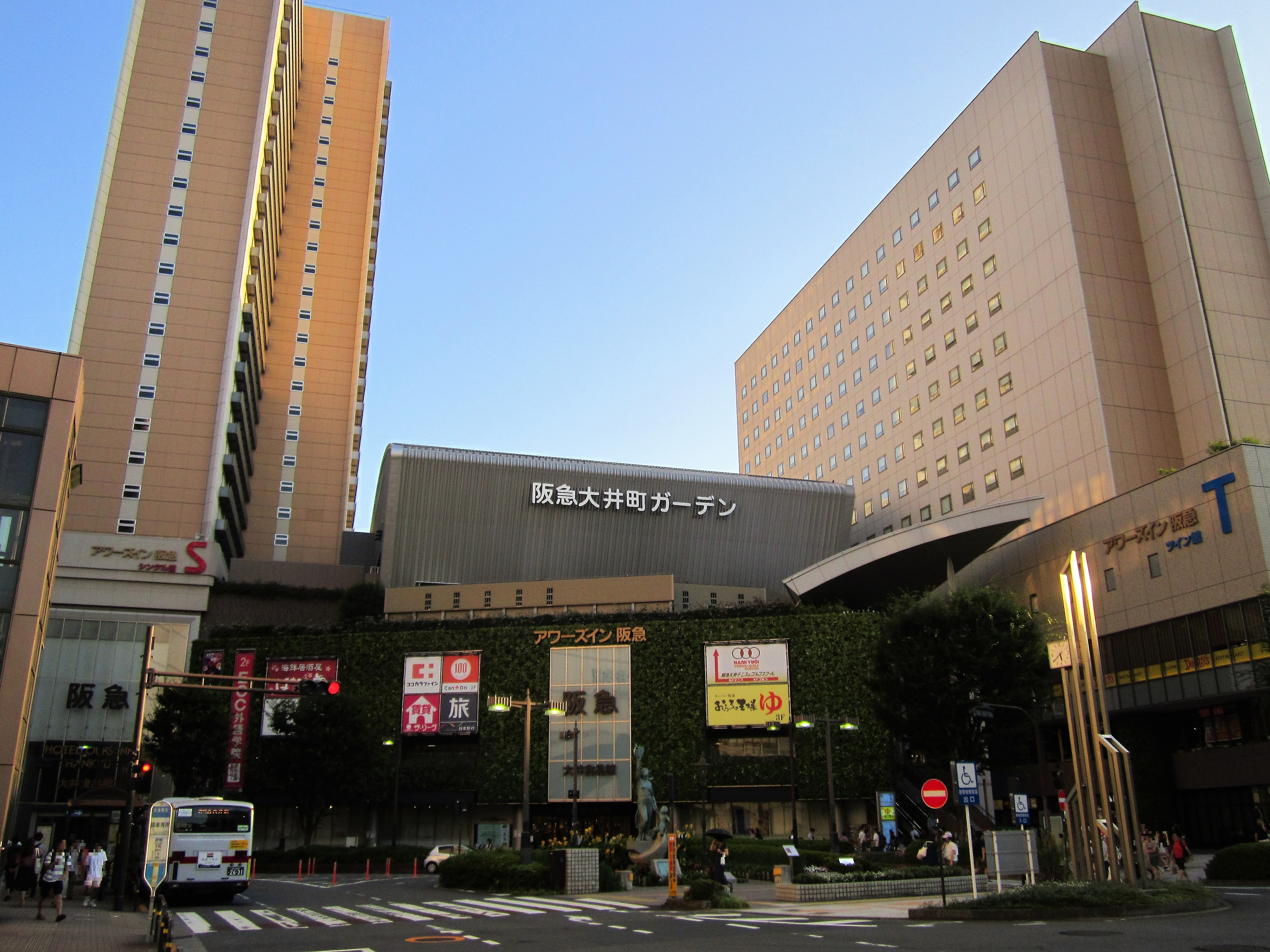
阪急大井町ガーデン（阪急百貨店大井食品館・アワーズイン阪急）

  - 阪急百貨店 阪急大井食品館 - 旧・阪急百貨店東京大井店→大井阪急→阪急大井町デイリーショッパーズを再開発した。
  - アワーズイン阪急
- アクセス大井町ビル- 日学本社
- ブリリア大井町ラヴィアンタワー
- 住友不動産大井町駅前ビル - 東芝エレベータ東京支社
- インフォテリア本社
- 大成温調本社
- ヤマハ音楽教室大井町センター
- 東急バス大森操車所
- かんべ土地建物株式会社
- 東芝エレベータ東京支社
- ジェントリーハウス品川大井
- シティタワー大井町[28]

### 商連
- 大井サンピア商店街[29]
- 大井中央通り商店街
- 大井光学通り商店街
- 光学通り共栄会
- 大井一本橋商店街
- 大井三ツ又商店街
- 大井本通り商店街
- 滝王子商店会

### 店舗
- アトレ大井町（アトレ大井町・アトレ大井町2）
- イトーヨーカドー大井町店
- 阪急大井食品館（阪急大井町ガーデン）
- 西友（大井町店、大森店）

## 祭事・催事
- 大井どんたく夏まつり（8月）
- 鹿嶋神社中祭（7月19日）
- 鹿嶋神社例大祭（10月第三土日）[30]
  - 大井囃子（品川区指定文化財）[31]
- 品川区民まつり（大井第二･第三合同区民まつり）（7月）
- 滝王子稲荷神社 餅つき大会（1月）
- 宮下公園 餅つき大会（2月）
- 作守稲荷神社 初午祭（2月）
- 大井蔵王権現神社 節分祭（2月）
- 万作神社 節分祭（2月）
- 大井第二地区文化祭（2月）
- 森下児童遊園 桜まつり（4月）
- 大井蔵王権現神社 春季例大祭（4月）
- 大井蔵王権現神社 七夕まつり（7月）
- 大井蔵王権現神社 福禄寿祭（7月）
- 滝王子稲荷神社 盆踊り大会（7月）
- 滝王子稲荷神社 子供神輿（10月）
- 大井蔵王権現神社 餅つき大会（12月）
- 大井三ツ又ミュージックフェスタ（10月）

## その他

### 日本郵便
- 郵便番号 : 140-0014[3]（集配局 : 品川郵便局[32]）。